# 最後一戰系列
最後一戰（中国大陆旧译），是微软所有及發行的科幻第一人稱射擊遊戲系列。遊戲最初由 Bungie 開發，目前由 Halo Studios 繼續開發及維護。
《最後一戰》系列在遊戲界擁有高知名度，除了原在Xbox平台發行的遊戲，系列作也透過出版漫畫、動畫、小說、電影、真人影集等方式，不斷擴張「HALO 宇宙」的世界觀。
最後一戰的遊戲最初於2001年11月發行，最新一代於2021年12月發行，並已發行多款不同類型的外傳作品，包括即時戰略類型的《最後一戰：星環戰役》系列及大型電玩的清版射擊遊戲。
2007年，Bungie 宣佈脫離微軟旗下成為獨立公司，並繼續開發本系列新作，直到2010年將系列作交由 343 Industries 接手。微軟則於2007年成立遊戲開發工作室343 Industries（2024年10月更名為Halo Studios）以管理本系列著作權並繼續開發，目前本系列的開發由Halo Studios主導，並與其他遊戲工作室合作。
| 2001 | 光环：战斗进化        |
| 2002 |                       |
| 2003 |                       |
| 2004 | 光环2                 |
| 2005 |                       |
| 2006 |                       |
| 2007 | 光环3                 |
| 2008 |                       |
| 2009 | 光环3：ODST           |
| 2009 | 最後一戰：星環戰役    |
| 2010 | 最後一戰：瑞曲之戰    |
| 2011 | 最後一戰 復刻版       |
| 2012 | 光环4                 |
| 2013 | Halo: Spartan Assault |
| 2014 | 最後一戰2 重製版      |
| 2014 | 最後一戰：士官長合輯  |
| 2015 | Halo: Spartan Strike  |
| 2015 | 光环5：守护者         |
| 2016 |                       |
| 2017 | 光环战争2             |
| 2017 | Halo Recruit          |
| 2018 | Halo: Fireteam Raven  |
| 2019 |                       |
| 2020 |                       |
| 2021 | 光环：无限            |

## 系列作品發行時間
- 《最後一戰：戰鬥進化》（Halo: Combat Evolved）於2001年11月15日在XBOX發行。不久後，該作品在Windows和Mac上發行。
  - 《最後一戰：戰鬥進化 復刻版》（Halo: Combat Evolved Anniversary，簡稱HALO CEA）於2011年11月15日發行，為《最後一戰：戰鬥進化》的重製版。
- 《最後一戰2》（Halo 2）於2004年11月9日發行，打破了以往遊戲的首周售量紀錄。
  - 《最後一戰2 重製版》（Halo 2: Anniversary）
    - 於2014年11月11日發行於Xbox One平台。
    - 於2020年5月12日發行於PC平台。
- 《最後一戰3》（Halo 3）於2007年9月25日發行，從此該系列僅能於XBOX 360平台遊玩。[1]
  - 《最後一戰3：ODST》（Halo 3: ODST）於2009年9月22日發行，為最後一戰2~3之間的資料片。
- 《最後一戰：星環戰役》（Halo Wars）於2009年3月3日發行，為即時戰略類型遊戲。
- 《最後一戰：瑞曲之戰》（Halo: Reach）於2010年9月14日發行，為《最後一戰：戰鬥進化》的前部曲。
- 《最後一戰4》（Halo 4）於2012年11月6日發行，時間軸從最後一戰3的結局後開始，為XBOX 360及Xbox One雙平台作品。
- （Halo: Spartan Assault）於2013年7月18日發行。
- 《最後一戰：士官長合輯》（Halo: The Master Chief Collection）於2014年11月11日發行。
  - =《最後一戰：瑞曲之戰》+《最後一戰：戰鬥進化 復刻版》+《最後一戰2 重製版》+《最後一戰3》+《最後一戰3：ODST》+《最後一戰4》。
- （Halo: Spartan Strike）於2015年4月16日發行。
- 《最後一戰5：守護者》（Halo 5: Guardians）於2015年10月27日發行，為系列首度嘗試以雙主角視角描述故事，本作起於為Xbox One平台作品。
- 《最後一戰：星環戰役2》（Halo Wars 2）於2017年2月21日發行，時間軸為《最後一戰5：守護者》之後，《最後一戰：星環戰役》的28年後。
- （Halo Recruit）於2017年發行。
- （Halo: Fireteam Raven）於2018年發行。
- 《最後一戰：無限》（Halo Infinite）於2021年12月8日發行。

## 世界觀與名詞
本系列講述未來人類與來自獵戶座，以宗教結合的外星種族聯盟「星盟」（Covenant）發生血腥戰爭為起點逐步揭開宇宙更深層奧秘的故事，除電玩外還有多本小說與短篇電影。
- 先驅：無法追溯的億萬年前存在於宇宙的超高先進文明，幾乎控制了萬物的能量與本源至理，後來卻消失但卻留下了不少遺產與「衣缽」文化。其神經物理學科技極其高超，無論人類，先行者還是星盟都無法掌控這種科技。
- 衣缽：先行者堅信衣缽文化（The Mantle）自古老的先驅傳承延續而來，視為立國之本的核心信仰，究極目標即是保護並促進所有種族文明的發展，但執行層面不同意見甚多，也引發不少星際戰爭。
- 上古三族大戰：先行者、古人類、蟲族的一場遠古星際大戰，有一眾多遺跡中訊息總和而成的理論，認為先行者和上古人類都是由先驅創造的生物，先驅選擇人類作為自己離開這銀河系後的衣缽繼承者，然而先行者卻不甘而發動偷襲自己的創造者，先驅們震驚于自己的創造物居然會攻擊自己，不知是否因爲這個原因，先驅面對先行者攻擊居然沒有還手，迴避至銀河外的卡索娜之路後感到震怒，決定消滅先行者所以創造了蟲族這基因武器，虫族首领上古尸脑兽就是一名先驅，他犧牲自己成為感染體，名為原基（Primordial）。他自稱為最後一位先驅（雖然他是蟲族）。蟲族在戰爭初期只攻擊人類，人類為了獲取時間和資源打敗蟲族，便选择入侵先行者的疆域。由於同時要對付蟲族和入侵先行者，人類被迫兩線作戰，這最終導致了戰敗。當人類被打敗後先行者們才意識到人類入侵他們是為了打敗蟲族，但為時已晚，蟲族突然停止了對人類的感染，只感染先行者。先行者用了很長一段時間才意識到蟲族不感染人類並非因為古人類有特殊科技而是上古尸脑兽轉變進攻方向，開始消滅先行者。先行者爲了避免戰敗啟動了所有被製造出來的光環，消滅了所有生物，看似先行者獲勝但這明顯是一場偽勝。戰後保留人類但退化放逐的一派居然在先行者議會中佔上風導致人類存續，戰爭失敗的主要原因是大架構師法伯的輕敵和上古尸脑兽說服了先行者自己建造的運算能力最強的AI「偏見之僧」戲劇性叛變滅掉先行者自己，這一切似有一種更大的力量在作用，似乎每個人跑得再遠都終究在先驅的大算計之中。[3]
- 上古人類：人類曾經有過輝煌星際文明，與先行者只差一些，而蟲族崛起後不斷入侵的慘烈戰爭導致人類去入侵先行者領土以獲得更多資源支撐戰爭，最終人類在兩面作戰中被先行者擊潰消滅，文明毀滅後，物種被退化放逐，十多萬年後形成今日地球的人類。
  - 執政官總督弗斯科恩仇：上古人類軍團高階指揮官，本尊宣教士最尊重的人類。弗斯科恩仇曾經建議將蟲族引回銀河牽制先行者的進攻步伐，但在雅皮琳等人的堅決反對下只得作罷。戰敗後肉體被重組機所毀滅，但意志與精神，卻隨同GEAS綿延不絕。[3]
- 先行者：[3]約西元前15萬年開始崛起的外星人，憑藉有長久發展史的科技，先行者成長為銀河系中最為傑出卓越的超凡種族。他們堅信只有自己才能承載衣缽這一維護整個宇宙生命的重大責任。後來一系列事變與教義爭端導致內戰而重創幾乎消失。
  - 大架構師宏图匠：全名“决意伟力·宏图巨匠”或“法伯伟大意志”（Faber-of-great-will-and-might）。他是先行者最高階級—架构者的領袖，先行者文明最富权势者。蟲族戰後其下令建造了光環陣列和奋战级人工智慧-偏見之僧。先知一族叛亂中使用光環將其滅族引發衣缽教義爭論，进而導致先行者內戰。他放任偏見之僧独自看管尸脑兽使得偏见之僧被“教化”而叛亂。大架構師在首都被毁时幸存并参加了最后的方舟战役。他有着把本尊宣教士丢到虫族出没的区域,违反衣钵等罪行,但他在最后战役意识到自己犯的错误并选择了在方舟决战中牺牲自己来给宣教士和智庫長争取时间。
  - 宣教士（本尊）：全名“裂星之影”或“碎星暗影”（Shadow-of-sundered-star）。先行者武侍者阶级领袖，也曾是先行者軍事力量的最高指揮官。畢生堅信守護衣缽之重任，與上古人類和蟲族進行過多場史詩般戰鬥，後來一系列原因導致被囚禁冥塚十萬年。后来被大架构师丢到虫族出没的地区自生自灭，但成功逃脱。此人是大架构师的政治劲敌，他主张盾世界计划而非大架构师主张的光环计划。
  - 智庫長：全名“初光纺成生命之诗”（First-light-Weaves-living-song）。先行者造物者階級领袖，有女神地位，是有史以來獲得創世者（Lifeshaper）稱號僅有的三名造物者之一。智庫長的愛人便是宣教士。蟲族戰爭爆發之後智庫長開啟旅程收集銀河各物種放入方舟工廠，避免被蟲族毀滅，戰後也參加了古人類放逐計畫，雖多數人相信智庫長在建造並掩埋了地球之上的方舟傳送門之後在一次光環啟動中死亡，但也有人堅信智庫長仍然存活於世。先驱者遗物监视器343罪恶火花就曾劫持海军情报局（ONI）的舰船去寻找智库长。
  - GEAS：一種神祕基因密碼，為了能夠讓人類傳遞承擔衣缽的責任與信念由智庫長植入今日人類中，密碼在某個特殊的時間點與環境之下蘇醒，淺移默化影響著人類一切，也許士官長、可塔娜等英雄人物的出現都與GEAS有潛在關係。

- 重組機：先行者發明的一種超高科技機器，原理之複雜讓多數人難懂，能提取智慧生命意識與人格，移植進入其他生命DNA密碼中。還能夠延緩蟲族的感染進度，各種匪夷所思的功能都有。
- 方舟：建造光環的星際工廠，地球上密藏有先行者智庫長建造的傳送門通往此處，上古蟲族大戰時還藏有眾多宇宙生物的樣本以便這些物種被蟲族滅絕後能復生。是《最後一戰：星環戰役2》的舞台。
- ：直徑一萬公里厚度為三十公里圓形人造太空站，人類發現後命名HALO環帶。它的內部環境氣候與地球相近，是先行者的遺跡，同時也是具備巨大殺傷力的武器，啟動後會消滅直徑2.5萬光年內所有的有機生命體。有些環帶有先行者保管與研究蟲族（The Flood）的實驗室。
- 冥塚：（Cryptum）先行者創造的放逐與懲罰修行聖地，密閉的冥塚能夠產生一種被稱為“無盡之夏卡拉”的冥想冬眠狀態，置身其中的先行者超脫於物理世界。
- 新生之星·宣教士：全名新生之星·恆古永恆。在上古三組戰爭爆發之前，宣教士爲了避免大架構師把他抓住后無法完成自己對抗架构者阶级的事業，於是把自己的記憶烙印在一個見習者那裏，那個見習者就是新生之星·宣教士。在宣教士被大架構師丟到蟲族出沒的區域並逃生后，這兩位宣教士意見出現極多分歧，正如本尊宣教士所言，新生之星已不再是宣教士了。
- 集合智慧：即智域(Domain)。先驱所創造的一個遍佈整個宇宙的巨型資訊平臺，擁有介於生命與非生命間的半生物特性，據信是一種亞空間產物。被先行者用來储存资料，然而新资料会覆盖在旧资料上，例如把一堆纸放進一個紙箱，再把别堆纸放进該纸箱，这样最早放进去的纸就很难找到了。在先行者文明的政治與日常生活中有重要角色。由於AI偏見之僧的叛亂導致每個先行者與集合智慧的連接被切斷。[3]
- 蟲族：与造物主先驱有着千丝万缕联系的神秘生命体。蟲族初次現身，是在銀河星系外緣的大麥哲倫星雲。蟲族的來源是一種自動駕駛的上古星艦，其上載有不明粉末（先驅死後的残留物）。上古人类发现这种粉末无害且可以令佩鲁兽更听话,于是在查轮·哈克行星上广泛使用,但后来这种粉末开始导致其发生突变,吃了他们的佩鲁兽变得狂暴并袭击人类,最后演变成整个行星上的生物被感染为虫族。蟲族的出現是先驅有關的一種宇宙大計畫一環。蟲族也能感染一切生物甚至机械生物變成一種寄生體—洪魔，[3]最終一場艱苦戰役後蟲族遭先行者鎮壓成功被滅，相關歷史被人為抹去後在銀河系成為遙遠回憶傳說，只有少數外星人知道蟲族真相。
- 士官長：《最後一戰系列》主要劇情圍繞著今日人類的地球聯合國軍超級戰士斯巴達117「約翰」（John-117），又稱「士官長」（Master Chief）一個經過斯巴達二期計畫基因強化改造的人類士兵。
- 可塔娜：聯合國的一台A級戰略人工智慧可塔娜由凯瑟琳·哈尔茜博士制造，最初安裝於秋风之墩号戰艦，曾参与多起影响战局的重大事件，最終柯塔娜借助先行者的集体智慧載體，修复好了自己人工智能（AI）超出寿命期的“狂乱”，并妄图通过武力统治银河系以致“和平”。[4]
- 瑞曲星：（Reach）今日人類的UNSC聯合國太空指揮部主星球，後在星盟進攻下淪陷，但最終又被奪回。
- 無盡號：（Infinity）UNSC聯合國先進超級戰艦，星盟戰爭末期研製，使用在戰爭期間回收的先行者與星盟科技。共有17151名人員，陸戰隊，斯巴達戰士，軍情局特工及平民、科學家服役其中。
- 斯巴達計畫：原本叫獵戶座計畫，宗旨為改造身體以強化人類戰鬥力。該計畫採自願參加，雖成功強化了參加的士兵，但成果不如當初的設想，於是逐漸被遺忘。後來哈爾西博士重啟該計畫，改名為斯巴達計畫，延續之前的宗旨並進行改良。第一次的斯巴達計畫延續之前，叫第二代超級戰士計畫，John-117就是其中一員。由於技術問題，死亡率非常高，且只能由孩童進行改造。第二代超級戰士中的強化軍人皆為ONI觀察後綁架來的孩童。後來技術發展，第三代和第四代超級戰士死亡率近乎為零，並可由成年人進行改造，所以第三代和第四代計畫皆為招募來的士兵。沒有斯巴達計畫，人類無法與先進的外星文明一戰。
- 星盟：（Covenant）在先行者後崛起的一種外星多物種聯盟，以對先行者各種遺跡的朝聖和曲解又粗糙的衣缽文化建立一種宗教，形成神權政治的集合體，首都為一個全機械改裝的星球殘骸「博爱之城」。據信約公元前852年崛起成形，《最後一戰系列》多數以人類與星盟戰爭為背景。基本上西由母族掌控星盟的政治，而聖赫利族负责星盟的军事防卫，後續加入的低端物種豺狼人、猎人、兵锋、野豬獸等作為可消耗的打手士兵。後來得知了真相，先知的朝圣之旅其实就是消灭所有智慧生物之后，聖赫利族毅然脱离了星盟而和人类结盟，同時引發了其他低端族叛亂。最後在內戰叛亂和蟲族再臨中名存實亡只剩虛弱的空殼。
- 聯合國與星盟之戰：在2525年時星盟由數個種族組成的外星人大軍突然出現，以聖戰的名義向人類發動戰爭，以不留活口的方式進攻與屠殺人類。雙方激戰數十年，人類在星盟的科技與人海優勢下節節敗退，外環殖民星系也相繼淪陷。星盟的首領認為人類會阻止他們的偉大使命—朝聖之旅，因此以觸犯律法為由對人類展開殺戮，這也是《最後一戰系列》主要劇情開端。
- 精英星盟語：聖赫利（Sangheil），通常被人類稱為精英（Elite），為星盟中地位第二高的階層，主要負責指揮戰爭，在與西由母族的戰爭戰敗後和解，共同創立了星盟，聖赫利族內部劃分為多個階層，遊戲中主要由護甲顏色和裝備區分。詳情見聖赫利 。
- 先知星盟語：西由母或聖西姆（San'shyuum），通常被人類稱為先知（Prophet），為星盟中最高階級的種族，負責內政。星盟的最高領導人為三位先知，名為真相先知（Prophet of Truth），悲愴先知（Pophet of Regret)和憐憫先知（Prophet of Mercy），他們三人策劃了對人類的戰爭。詳情見先知
- 豺狼獸星盟語：（Kig-yar）為星盟中比較特殊的階級，豺狼獸一族為傭兵，主要裝備有電漿手槍，能量盾牌，星盟卡賓槍等。詳情見豺狼獸
- 野豬獸星盟語：昂苟依（Ungooy），星盟中最低階級的種族，主要充當炮灰，生性膽小但被逼急了會拿兩顆電漿手榴彈衝過來。詳情見野豬獸

## 系列作品簡介

### 光环：戰鬥進化
2001年上市開啟系列的第一作品，故事發生在一個未來的科幻宇宙一處名叫「HALO」的神秘環狀帶上。
西元2552年八月遊戲故事開始2天前，星盟派遣主力艦隊，攻擊人類最重要的外環軍事殖民星球：瑞曲星（planet Reach，或譯致遠星）。即便人類投入全部可調動軍力：陸軍、太空艦隊與全體第二代斯巴達戰士：經由篩選基因與生物科技改造的精銳超級士兵進行防禦戰，但人類依然難以抵擋星盟的壓倒性武力而遭到完全殲滅，瑞曲星也隨即全面淪陷，在瑞曲星的人類武力只剩下一艘翠鳥級巡洋艦—秋風之墩號（ Pillar of Autumn），船上同時搭載了最後一個倖存的超級士兵：代號John-117號的第二代斯巴達戰士（士官長）。在超級人工智慧Cortana將先前由士官長所取回的有關先行者的資料與星系圖比對，發現了一個高度吻合的地區，同時也符合柯爾議定書的規定「不可在撤退時將任何星盟部隊引向內環殖民地與地球」，因此將秋風之墩號向該區域進行了超空間躍遷。而在那裡的太空中，出現了一個神秘的人造環狀帶（此段部份於小說《最後一戰：瑞奇之隕》結尾提及）。
但在此時，尾隨而來的星盟艦隊包圍了秋風之墩號，艦長雅各布·基斯（Jacob Keyes）下令迎戰並喚醒此時處於冷凍狀態的John-117號（之後以遊戲中的暱稱：士官長替代原名）。遊戲內容從此處開始。

#### 最後一戰：自由創作版
《最後一戰：自由創作版》是PC上的《最後一戰：戰鬥進化》的資料片。內含最後一戰編輯工具包，讓玩家創造自己的模組。

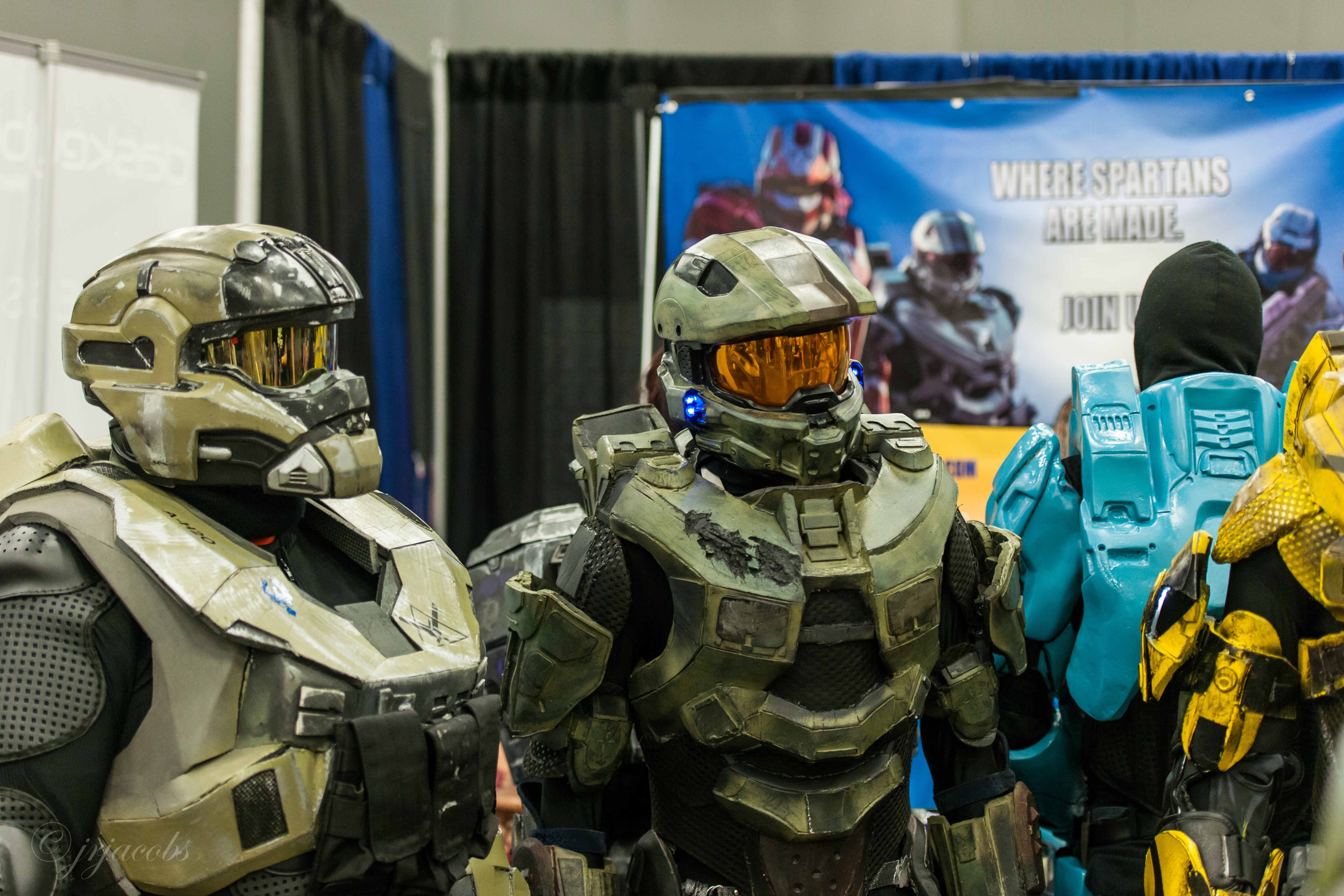
電玩展上的扮演者

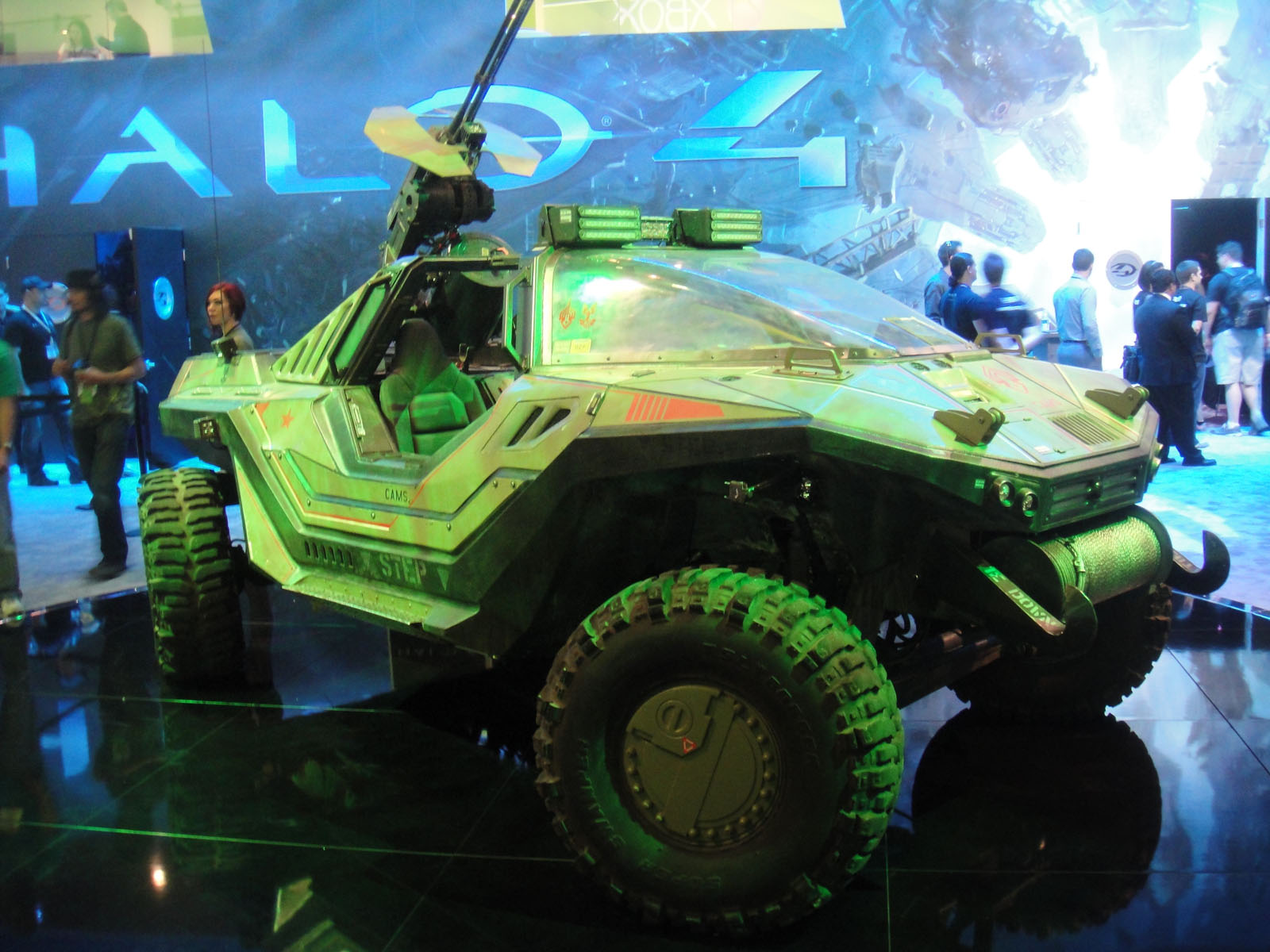
E3-2012 會場上疣豬號戰鬥車

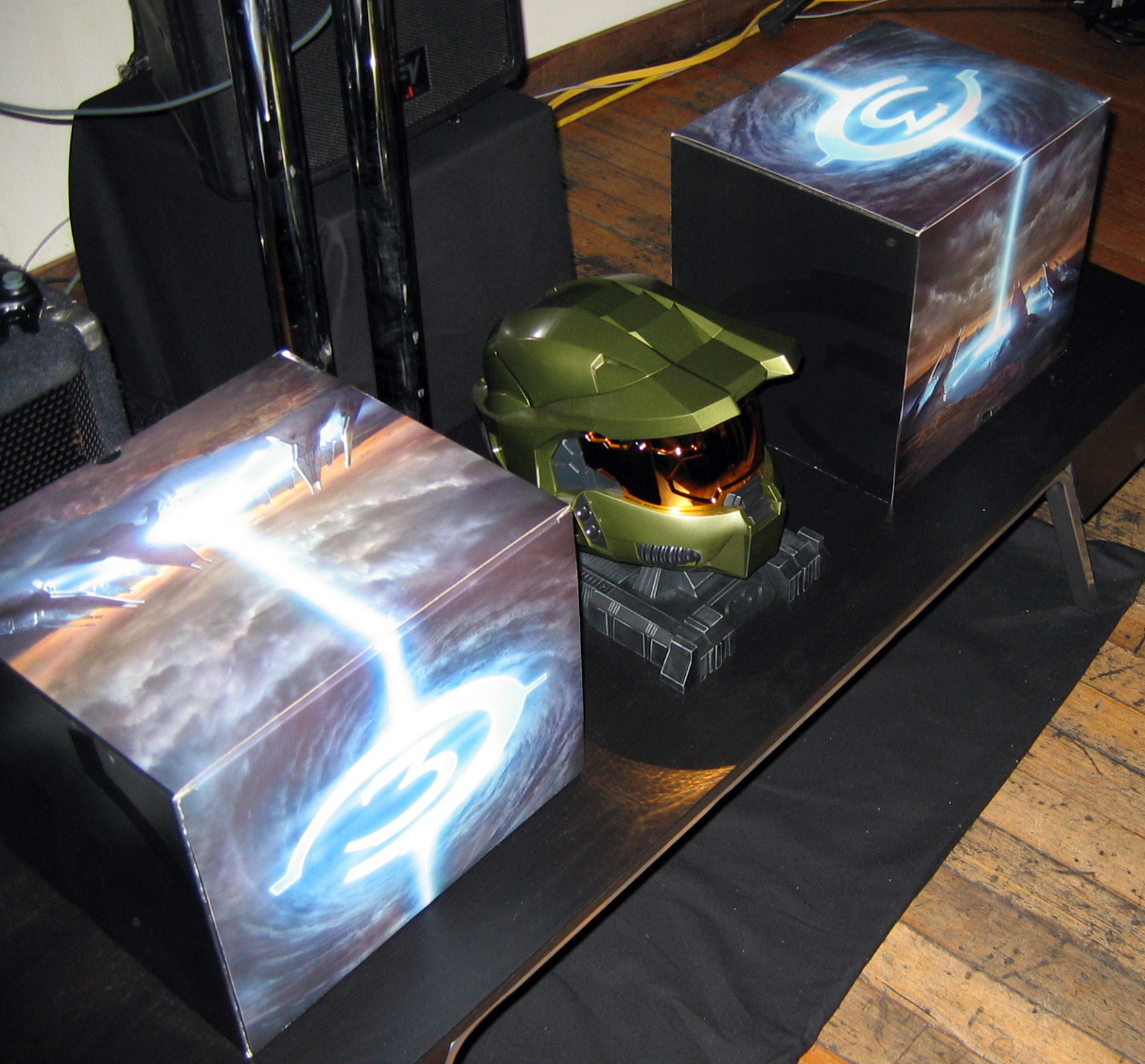
Halo3的限量贈品

#### 最後一戰 復刻版
2011年6月7日凌晨的微软E3展前发布会上，微软公布了由《最後一戰：瑞曲之戰》游戏引擎重新打造的第一作《最後一戰：戰鬥進化》的重製版《最後一戰：復刻版》(Halo: Combat Evolved Anniversary)。本作除了提升画质，还增加多张多人对战地图。本作發行於系列誕生10周年之际——2011年11月15日。
本作在遊戲中新增了終端機，玩家需切換為重製版畫面才能看見，內容為引導者343 Guilty Spark的經歷及Jacob Keyes艦長的故事。

### 最後一戰2
遊戲共有14關。出現一個新主角——神風烈士，是一名星盟精英艦長(也是一個艦隊的指揮官)，因未能消滅人類艦隊(秋風之敦號成功逃脫)和Installation 04(04特區，即為戰鬥進化中出現的HALO)被毀以及艦隊旗艦被蟲族搶走而被革職。該主角讓玩家能從另一面檢視星盟。內容採用雙重故事發展。
故事開始於士官長破壞HALO 04後一個月，士官長成功回到地球。同一時間，負責消滅人類的星盟終極正義艦隊艦長（即後來的神風烈士）被革職，受到星盟唾罵，他的死刑因先知要求而被暫時撤銷，並被先知封為神風烈士。當時駐守在HALO 04旁氣體星球內的星盟部隊突然叛變，成立異教並與星盟的宗教分庭抗禮，神風烈士的任務是殺死異教徒的首領以及在Halo 05的圖書館找到啟動HALO的索引器。
士官長回來不久，星盟入侵地球，這次派出的軍隊比以往少，因為星盟並不知道地球是人類的家園，目標只是尋找先行者遺跡，所以很快被擊退，以空間跳躍離開，人類船艦緊隨其後(人類護衛艦--琥珀號跟隨先知的船一起進行空間跳躍)，發現了新的HALO環帶——HALO 05。
最後一戰2增加了幾種新的交通工具和武器，增加了先知、鬼面獸和兵蜂3種敵人，並且增強了遊戲的人工智慧系統，增加搶奪交通工具的能力。重寫原有的Halo遊戲引擎，並改進了物理引擎，採用正規映射和HDR技術的光暈效果。透過Bungie.net的追蹤，可評價每一場線上比賽（類似暴雪的Battle.Net）。最後一戰2除了支援XBOX LIVE以外，還可以切割畫面，進行多人遊戲。
本遊戲有兩個版本：標準版是以普通XBOX遊戲包裝發售的，只有一張遊戲光碟和說明書；珍藏版採用特別設計的金屬盒裝，內容增加一張DVD、額外的手冊和特製說明書（增加了星盟觀點而不只是人類觀點）。這款遊戲在銷售首日就為微軟帶來超過12億美元的收入，從發行至今銷售超過700萬份。由微軟與Bungie共同開發的電腦版《最後一戰2》在2007年推出，只能在 Windows Vista 及 Windows 7 上遊玩。

### 最後一戰3
《最後一戰3》是三部曲的最後一作，星盟已經攻入地球並襲擊非洲，在2006年E3大展上發佈了預告片。這段宣傳片描述士官長步行穿越沙漠並看見在新蒙巴薩島上的先行者太空電梯。當士官長向前走的時候，Cortana說：
“我藐視神與魔。
我是你的盾牌，我是你的利刃。
我深知你、與你的過去與未來。
而這也是這世界將毀滅的方式。”
（原文：
I have defied Gods and Demons.
I am your shield, I am your Sword.
I know you; your past; your future.
This is the way the world ends.）
Cortana被蟲族的主腦——“屍腦獸(Gravemind)”抓住。士官長走到懸崖邊緣就停了下來，俯瞰那座被星盟船艦圍繞的“先行者”遺跡。Bungie表示這段宣傳片發生在遊戲流程1/3左右的地方。
本集共分9關，蟲族的種類比以往多，新增的有鬼面獸蟲族和3種蟲族純種型態。星盟精英被先知宣布為背叛者，而原本精英的領導地位被鬼面獸取代，這也是Halo3特別提及鬼面獸的原因。後來精英與人類合作共同對抗星盟。
故事緊接Halo2，士官長回到地球後，被Johnson的小隊找到然後被救活，被救活後遇到神風烈士(士官長差點把神風烈士當成敵人)，他們二人開始並肩作戰。
結局因為Halo 08(Halo 08是在<<最後一戰:戰鬥進化>>被毀的Halo 04的替代品)的近距離發射，控制所有光環的方舟被毀，7個光環失效。人類開始重建家園，士官長也因此“失去下落”，身在未知之處(傳奇難度會出現隱藏劇情：士官長正搭乘護衛艦:航向黎明號的殘骸飛往另一顆未知的星球），在等待救援的同時，士官長使用冷凍艙並進入深度睡眠，方舟上的蟲族連同屍腦獸在方舟爆炸後一起被消滅(但蟲族仍然存在)，星盟徹底瓦解，在參加完人類對戰爭結束後紀念烈士的儀式上,神風烈士回到家園並成為精英一族的首領。

### 最後一戰3：ODST
故事發生在士官長回到地球時。 
由Veronica Dare上尉統領一支地獄軌道空降部隊(ODST)的5名成員，襲擊悲愴先知所搭的戰艦，但戰艦突然開啟空間跳躍，使空降艙失去動力，所有人被分散。
主角“菜鳥”是昏迷最久的，醒來後開始尋找隊友的蹤跡。找到線索後會進入回憶模式，讓玩家擔任隊友的角色進行遊戲。找齊所有線索後，就會收到Dare上尉的求救訊號，於是動身救援。到達資料庫後，找到Vergil(工程師)，和ODST小隊隊長保護工程師逃離。
結局是與隊友搭乘搶來的魅影號逃離新蒙巴薩，此時，星盟戰艦用開鑿光束挖掘出先行者遺跡。(傳奇難度會出現隱藏劇情：先知指揮工程師進入遺跡。)

### 最後一戰：星環戰役
故事從2531年開始。遊戲圍繞UNSC“火靈號”與星盟的戰鬥。本作由開發《世紀帝國》系列的全效工作室製作。這是一款即時戰略遊戲，玩家能透過搖桿操控遊戲中的單位。

### 最後一戰：瑞曲之戰
2009年6月4日凌晨的微軟E3展前發布會上，微軟公佈了這個系列的新作《最後一戰:瑞曲之戰》，並且該作品將在2010年9月14號正式發售，同時在《最後一戰3：ODST》中會發放《最後一戰:瑞曲之戰》的Beta版的遊戲測試帳號。《Halo》系列作品的製作公司Bungie表示，《最後一戰:瑞曲之戰》是小組最後一款製作的系列作品。                                           
故事發生於接近地球的人類殖民地“瑞曲星”（Reach）上，一位第三期超級戰士加入了貴族（Noble）小隊，並成為貴族六號（Noble six)。故事正式開始於瑞曲星上的通訊疑似被叛軍切斷，上級要求超級戰士中的貴族小隊（Noble）前往調查，然而調查途中除了發現通訊裝置的損壞是電漿武器所為以外，甚至被星盟襲擊。在Noble小隊聯繫上了當地的陸戰隊之後，發現該戰隊被星盟包圍，急需支援，Noble小隊拯救此陸戰隊以及清除一部分星盟後便前往通訊設施嘗試聯絡上級，卻被精英狂戰士襲擊。與精英狂戰士帶領的小隊惡戰後，Noble隊長（Noble one）與上級得到聯繫，在向其告知瑞曲星上有星盟後，並正式啟用「寒冬告急」指令，瑞曲戰役也隨之開始。

### 最後一戰4
2011年6月7日凌晨的微软E3展前发布会的最后，微软公布了由负责最後一戰系列的新工作室343 Industries所制作最後一戰4的游戏影像。
遊戲背景將設定在最後一戰3結束之後，士官長回來面對他自己的命運，以及威脅宇宙的古老敵人，繼續展開全新的冒險劇情。
2552年12月11日，士官长與Cortana在被躍遷空间破壞而斷成兩截的人類護衛艦“航向黎明号”的后半部分内，在等待救援的同時也开始了四年多的太空漂流。Cortana在士官长休眠的时候，改写了第六代雷神之锤盔甲的韧体程序，升级作战界面、护甲能力还改变了外观。在人工智能一般的七年寿命后，她开始变得癫狂，她的疯狂状态将贯穿整个故事进程。（在最後一戰裡，人類的人工智慧只有7年壽命，雖然這些人工智慧有高度的問題處理能力以及無限的創造力，在他們發揮這些特質的時候會有一些無法修正的互連錯誤出現，而七年後這些錯誤會累積至最大值並影響人工智慧的運作）
2557年7月21日，“航向黎明号”接近了先行者护盾世界“雷奎星”。Cortana的淡蓝色身影在全息影像台上微弱闪光，她看上去孤独又恐惧……頓時間，Cortana發現船艦內部偵測器顯示有不明登舰飞行器入侵甲板，于是启动紧急程序，复苏在冷冻舱的士官长，希望能透過士官長，發現甲板上的入侵者，最後一戰4 的战斗由此展开。

### 最後一戰5：守護者
此作士官長成為配角，Locke擔任主角。講述人工智能Cortana透過接觸了先行者集體智慧變成一個有宇宙野心的叛變者，有自身定義的和平論和衣缽見解。

### 最後一戰：星環戰役2
承接前作星環戰役1以即時戰略遊戲方式表現，2017年2月發行，UNSC「火靈號」全體冬眠出了意外，28年後才甦醒，但發現自己是被強制移動到某處，並處於一個超乎想像的巨大人造物體上方(建造光環的工廠-方舟)，他們並不知道與星盟的戰爭已經有了重大改變等一切歷史，而此時下方物體居然有個聯合國小營區並傳來了訊號...。

### 最後一戰：無限
最後一戰：無限於2018年E3展首次公開，並於2021年12月8日發行。劇情時間為最后一战5：守护者和星環戰役二結束後，士官長回歸成為主角。

## 音樂
最後一戰系列作曲者主要皆為Martin O'Donnell
- 《Halo Original Soundtrack（英语：Halo Original Soundtrack）》
- 《Halo 2 Original Soundtrack（英语：Halo 2 Original Soundtrack）》（Volume 1、2）
- 《Halo 3 Original Soundtrack（英语：Halo 3 Original Soundtrack）》
- 《Halo 3: ODST - The Original Soundtrack》
- 《Halo: Reach - The Original Soundtrack》
- 《Halo Combat Evolved Anniversary - The Original Soundtrack》

另有一些作品由他人作曲
- 《Halo Wars Original Soundtrack》由Stephen Rippy（英语：Stephen Rippy）作曲

- 《Halo 4 Original Soundtrack》（英语：Halo 4 Original Soundtrack）由Neil Davidge（英语：Neil Davidge）作曲

- 《Halo 5: Guardians - Original Soundtrack》由Kazuma Jinnouchi作曲

## 相關作品

### 小說
Halo宇宙在小说中不断修改和补充内容。第一本小說，在台灣由尖端出版社出版，譯名為《最後一戰：瑞奇之隕》（Halo: The Fall of Reach），這是遊戲《最後一戰：戰鬥進化》的前传。此书的作者是艾瑞克·尼伦德，在2001年十月发行。 这本小说据说是在7周内写出来的， 并最终以20万本的销量成为《出版商周刊》最佳销量图书。  第二本小说《 最後一戰：蟲族肆虐》（Halo: The Flood）讲述遊戲《最後一戰：戰鬥進化》里的故事，作者是威廉·C·迪茨。这本书同样在2003年5月成为《出版商周刊》最佳销量图书。
艾瑞克·尼伦德寫了第三本小說台灣譯名為《最後一戰：短兵鏖戰》（Halo: First Strike），是戰鬥進化及最後一戰2之间发生的事情，在2003年12月出版， 約花了十六星期的時間。 第四本小說台灣譯名為《最後一戰：瑪瑙之魂》（Halo: Ghosts of Onyx），作者仍然是艾瑞克·尼伦德，其于2006年10月31日出版。约瑟夫·斯塔滕写了最後一戰的第五本小说《光环：丰饶星接触》（Halo: Contact Harvest），并于2007年10月30日发售。讲述的是2524年，UNSC与星盟舰队的第一次遭遇战，主角为Johnson中士。

### 真人版

#### 已取消的電影
這是根據遊戲內容改編的電影。電影由負責亚历·加兰德編劇。微软内部负责《最後一戰》系列产品的弗蘭克·奧康納(Frank O'Connor)重提此事，并表示拍成电影版是迟早的事情。弗兰克·奥康纳表示：“我们肯定会在时机成熟时拍摄电影版的《最後一戰》。相關產業，包括玩具、服装、音乐、图书之规模将成指数式的爆炸增长。拍电影成本虽然不低，但它将改变一切，包括我们的目标和消费者年龄层次。”
2007年末，因尼尔·布洛姆坎普和彼得·杰克逊先行拍攝科幻片，以及種種原因，確定難產，但影片的拍攝權利，仍歸微軟所有。

#### 《最後一戰4：航向黎明》（2012年）
《最後一戰4：航向黎明》改編自《最後一戰4》，製作了5集，每集約15分鐘的迷你影集，從2012年10月5日開始，每周五在Youtube的Machinima Prime頻道與Halo Waypoint更新一集，直到發售前夕。
《最後一戰4：航向黎明》是《最後一戰4》的前傳故事，不過主要劇情的時間點卻是設定在早於《最後一戰4》很多，時間推回數十年前，人類與星盟大戰尚未爆發的人類內戰時期。故事敘述了在最後一戰4遊戲中登場的無盡號副艦長拉斯基在青少年時期與士官長的相遇過程。

#### 《最後一戰：夜幕降临》（2014年）
《最後一戰：夜幕降临》是一部以最後一戰系列为背景的电视剧，全剧将有5集。在2014年11月随《最後一戰：士官长合輯》同步推出。

#### 派拉蒙+的電視劇
在2013年5月21日，微软举办的Xbox One发布会上，343工作室的Bonnie Ross在会上宣布《光环》系列将拍摄真人版电视剧集，并将由好莱坞著名导演斯蒂芬·斯皮尔伯格监制。新电视剧集會在美國收費電視Showtime電視網上播映。該計劃截至2016年7月仍然積極開發中。2018年3月1日，宣布該劇將於2018年秋季開始拍攝，預計於2019年夏季或秋季播出。2018年6月28日，宣布Showtime已確認放行第一季共10集的製作。2021年2月，報導說開始拍攝，而且由Showtime移至派拉蒙+。該劇於2022年3月24日首播。

### 電視動畫
《最後一戰：光環傳奇》（Halo Legends），2009年播出7個故事，2010年以DVD發售。

## 外部連結
- （英文） 官方网站
- （英文） Bungie Studios （页面存档备份，存于）
- （英文） Halo Community  （页面存档备份，存于）
- （英文） Halo 2 Wiki for Multiplayer action （页面存档备份，存于）
- （英文） Halopedia （页面存档备份，存于） - Halo knowledge center
- （英文） Halo Pro - Large online movie resource （页面存档备份，存于）
- （英文） HBO, a large web resource for Halo-related topics （页面存档备份，存于）
- （英文） Halo 3 Multiplayer
- （英文） Halo Nation （页面存档备份，存于）